# Bezzia
Bezzia är ett släkte av tvåvingar som beskrevs av Jean-Jacques Kieffer 1899. Bezzia ingår i familjen svidknott.

## Dottertaxa tillBezzia, i alfabetisk ordning[1][2]
- Bezzia acanthodes
- Bezzia acuta
- Bezzia adamsi
- Bezzia aegytia
- Bezzia affinis
- Bezzia africana
- Bezzia aitkeni
- Bezzia aklavikensis
- Bezzia albicornis
- Bezzia albidorsata
- Bezzia albipes
- Bezzia albuquerquei
- Bezzia aldanica
- Bezzia algeriana
- Bezzia amana
- Bezzia ammossovi
- Bezzia analis
- Bezzia andersonorum
- Bezzia angulata
- Bezzia annulipes
- Bezzia apicata
- Bezzia araucana
- Bezzia armatipes
- Bezzia assimilis
- Bezzia atacina
- Bezzia atrifemorata
- Bezzia atripluma
- Bezzia atrovittata
- Bezzia australiensis
- Bezzia badiifemorata
- Bezzia bargaensis
- Bezzia bengalensis
- Bezzia biannulata
- Bezzia bicolor
- Bezzia bilineata
- Bezzia bivittata
- Bezzia blandiata
- Bezzia blantoni
- Bezzia bohemica
- Bezzia boiemica
- Bezzia bresi
- Bezzia brevicornis
- Bezzia brevipluma
- Bezzia bromeliae
- Bezzia calceata
- Bezzia calcuttensis
- Bezzia campanai
- Bezzia capitata
- Bezzia carioca
- Bezzia catarinensis
- Bezzia cayoensis
- Bezzia chelistyla
- Bezzia chilensis
- Bezzia chrysolopha
- Bezzia circumdata
- Bezzia clarkei
- Bezzia clavipennis
- Bezzia cockerelli
- Bezzia collessi
- Bezzia concoloripes
- Bezzia congolensis
- Bezzia conjunctivena
- Bezzia conspersa
- Bezzia coracina
- Bezzia corvina
- Bezzia curtiforceps
- Bezzia cyrtonotum
- Bezzia demeilloni
- Bezzia dentata
- Bezzia dentifemur
- Bezzia dessarti
- Bezzia dewulfi
- Bezzia diagramma
- Bezzia diversipes
- Bezzia dividua
- Bezzia dorsasetula
- Bezzia downesi
- Bezzia echinata
- Bezzia edwardsi
- Bezzia elongata
- Bezzia eucera
- Bezzia excavata
- Bezzia excisa
- Bezzia exclamationis
- Bezzia exigua
- Bezzia expedita
- Bezzia expolita
- Bezzia facialis
- Bezzia fairchildi
- Bezzia fascispinosa
- Bezzia fenestrata
- Bezzia filiductus
- Bezzia flava
- Bezzia flavescens
- Bezzia flavicornis
- Bezzia flavicorporis
- Bezzia flavipennis
- Bezzia flavitarsis
- Bezzia flavitibia
- Bezzia flavoscutellaris
- Bezzia flinti
- Bezzia fluminensis
- Bezzia fontanus
- Bezzia fortigenitalis
- Bezzia foyi
- Bezzia fuliginata
- Bezzia fusca
- Bezzia fuscifemoris
- Bezzia gandavensis
- Bezzia gibbera
- Bezzia gibberella
- Bezzia glabra
- Bezzia glaucivena
- Bezzia globulosa
- Bezzia goianensis
- Bezzia gracilipes
- Bezzia gressitti
- Bezzia griseata
- Bezzia griseipes
- Bezzia grogani
- Bezzia hainana
- Bezzia haroldi
- Bezzia hihifoi
- Bezzia hissarica
- Bezzia hoggarensis
- Bezzia hondurensis
- Bezzia imbifida
- Bezzia indecora
- Bezzia inflatifemora
- Bezzia insolita
- Bezzia insularis
- Bezzia jamaicensis
- Bezzia japonica
- Bezzia javana
- Bezzia jubata
- Bezzia kazlauskasi
- Bezzia kempi
- Bezzia kiefferiana
- Bezzia kitaokai
- Bezzia kuhbetiensis
- Bezzia kurensis
- Bezzia laciniastyla
- Bezzia latipalpis
- Bezzia leei
- Bezzia lenkoi
- Bezzia leucogaster
- Bezzia lewvanichae
- Bezzia lineola
- Bezzia longiforceps
- Bezzia lophophora
- Bezzia lucida
- Bezzia lutea
- Bezzia luteiventris
- Bezzia maai
- Bezzia maculifemorata
- Bezzia magnisetula
- Bezzia mallochi
- Bezzia mathisi
- Bezzia mazaruni
- Bezzia media
- Bezzia medusa
- Bezzia megatheca
- Bezzia melanesiae
- Bezzia melanoflava
- Bezzia melanoflavida
- Bezzia mellori
- Bezzia mesotibialis
- Bezzia mexicana
- Bezzia meyensis
- Bezzia micronyx
- Bezzia minuta
- Bezzia minutistyla
- Bezzia mohave
- Bezzia mollis
- Bezzia monacantha
- Bezzia mongolica
- Bezzia monotheca
- Bezzia morvani
- Bezzia multiannulata
- Bezzia multispinosa
- Bezzia murina
- Bezzia murphyi
- Bezzia narynica
- Bezzia naseri
- Bezzia nicator
- Bezzia nigerrima
- Bezzia nigrialula
- Bezzia nigriclava
- Bezzia nigripes
- Bezzia nigrita
- Bezzia nigritibialis
- Bezzia nigritula
- Bezzia nigrofasciata
- Bezzia nigroflava
- Bezzia niokoloensis
- Bezzia niphatoda
- Bezzia nobilis
- Bezzia nodosipes
- Bezzia numidiana
- Bezzia nyasae
- Bezzia obelisca
- Bezzia omanensis
- Bezzia ornata
- Bezzia ornatissima
- Bezzia pachypyga
- Bezzia pallidipes
- Bezzia palustris
- Bezzia papillistyla
- Bezzia papuae
- Bezzia pediaureola
- Bezzia perplexa
- Bezzia pictipes
- Bezzia pilipennis
- Bezzia pilosella
- Bezzia platyura
- Bezzia propriostyla
- Bezzia prospicula
- Bezzia pruinosa
- Bezzia pseudobscura
- Bezzia pseudogibbera
- Bezzia pseudovenstula
- Bezzia pulchripes
- Bezzia pulverea
- Bezzia punctipennis
- Bezzia pygmaea
- Bezzia raposoensis
- Bezzia rhodesiensis
- Bezzia rhynchostylata
- Bezzia riparia
- Bezzia roldani
- Bezzia rossii
- Bezzia rubiginosa
- Bezzia rufescens
- Bezzia rufifacies
- Bezzia rufipes
- Bezzia sahariensis
- Bezzia saileri
- Bezzia sajana
- Bezzia sandersoni
- Bezzia schmitzorum
- Bezzia segermanae
- Bezzia separata
- Bezzia serena
- Bezzia sergenti
- Bezzia setigera
- Bezzia setosa
- Bezzia setosinotum
- Bezzia sevanica
- Bezzia sexspinosa
- Bezzia seychelleana
- Bezzia signata
- Bezzia sinica
- Bezzia sivashica
- Bezzia snowi
- Bezzia sordida
- Bezzia spathula
- Bezzia spicata
- Bezzia spinosella
- Bezzia spinositibialis
- Bezzia strigula
- Bezzia suavis
- Bezzia subfusca
- Bezzia sulfureicruris
- Bezzia tadsignata
- Bezzia taeniata
- Bezzia tasmaniensis
- Bezzia tenuiforceps
- Bezzia ternidenta
- Bezzia texensis
- Bezzia tirawati
- Bezzia transfuga
- Bezzia transitiva
- Bezzia trispinosa
- Bezzia troglophila
- Bezzia tshernovskii
- Bezzia turbipes
- Bezzia turkmenica
- Bezzia turrita
- Bezzia twinni
- Bezzia umlalazia
- Bezzia uncistyla
- Bezzia unispina
- Bezzia ussurica
- Bezzia varia
- Bezzia varicolor
- Bezzia venustula
- Bezzia vilbastei
- Bezzia winnertziana
- Bezzia wirthi
- Bezzia vitilevuensis
- Bezzia vittata
- Bezzia woodruffi
- Bezzia xanthocephala
- Bezzia xanthogaster
- Bezzia yasumatsui
- Bezzia zajantshkauskasi
- Bezzia zonatipes